# Campeonato Mundial de Balonmano Masculino de 1982
El X Campeonato Mundial de Balonmano Masculino se celebró en la RFA entre el 23 de febrero y el 7 de marzo de 1982 bajo la organización de la Federación Internacional de Balonmano (IHF) y la Federación Alemana de Balonmano.

## Primera fase

### Grupo A
| Equipo         | J | G | E | P | G+ | G-  | DG  | PTS |
| -------------- | - | - | - | - | -- | --- | --- | --- |
| URSS           | 3 | 3 | 0 | 0 | 99 | 52  | +47 | 6   |
| RFA            | 3 | 2 | 0 | 1 | 59 | 52  | +7  | 4   |
| Checoslovaquia | 3 | 1 | 0 | 2 | 68 | 62  | +6  | 2   |
| Kuwait         | 3 | 0 | 0 | 3 | 41 | 101 | -60 | 0   |

- Resultados

| Fecha | Partido        | Partido | Partido        | Resultado |
| ----- | -------------- | ------- | -------------- | --------- |
| 23.02 | URSS           | -       | Checoslovaquia | 31-17     |
| 23.02 | RFA            | -       | Kuwait         | 24-10     |
| 24.02 | URSS           | -       | Kuwait         | 44-19     |
| 24.02 | RFA            | -       | Checoslovaquia | 19-18     |
| 26.02 | URSS           | -       | RFA            | 24-16     |
| 26.02 | Checoslovaquia | -       | Kuwait         | 33-12     |

### Grupo B
| Equipo  | J | G | E | P | G+ | G- | DG  | PTS |
| ------- | - | - | - | - | -- | -- | --- | --- |
| España  | 3 | 2 | 1 | 0 | 62 | 55 | +7  | 5   |
| Hungría | 3 | 1 | 2 | 0 | 70 | 60 | +10 | 4   |
| Suecia  | 3 | 1 | 1 | 1 | 71 | 58 | +13 | 3   |
| Argelia | 3 | 0 | 0 | 3 | 50 | 80 | -30 | 0   |

- Resultados

| Fecha | Partido | Partido | Partido | Resultado |
| ----- | ------- | ------- | ------- | --------- |
| 23.02 | España  | -       | Argelia | 19-15     |
| 23.02 | Hungría | -       | Suecia  | 20-20     |
| 24.02 | España  | -       | Suecia  | 23-20     |
| 24.02 | Hungría | -       | Argelia | 30-20     |
| 26.02 | España  | -       | Hungría | 20-20     |
| 26.02 | Suecia  | -       | Argelia | 31-15     |

### Grupo C
| Equipo  | J | G | E | P | G+ | G- | DG  | PTS |
| ------- | - | - | - | - | -- | -- | --- | --- |
| RDA     | 3 | 2 | 1 | 0 | 63 | 51 | +12 | 5   |
| Polonia | 3 | 2 | 1 | 0 | 63 | 53 | +10 | 5   |
| Suiza   | 3 | 1 | 0 | 2 | 47 | 47 | 0   | 2   |
| Japón   | 3 | 0 | 0 | 3 | 52 | 74 | -22 | 0   |

- Resultados

| Fecha | Partido | Partido | Partido | Resultado |
| ----- | ------- | ------- | ------- | --------- |
| 23.02 | Polonia | -       | Suiza   | 16-15     |
| 23.02 | RDA     | -       | Japón   | 28-18     |
| 24.02 | Polonia | -       | Japón   | 28-19     |
| 24.02 | RDA     | -       | Suiza   | 16-14     |
| 26.02 | Suiza   | -       | Japón   | 18-15     |
| 26.02 | RDA     | -       | Polonia | 19-19     |

### Grupo D
| Equipo     | J | G | E | P | G+ | G-  | DG  | PTS |
| ---------- | - | - | - | - | -- | --- | --- | --- |
| Yugoslavia | 3 | 2 | 0 | 1 | 78 | 61  | +17 | 4   |
| Rumania    | 3 | 2 | 0 | 1 | 75 | 66  | +9  | 4   |
| Dinamarca  | 3 | 2 | 0 | 1 | 65 | 59  | +6  | 4   |
| Cuba       | 3 | 0 | 0 | 3 | 68 | 100 | -32 | 0   |

- Resultados

| Fecha | Partido    | Partido | Partido    | Resultado |
| ----- | ---------- | ------- | ---------- | --------- |
| 23.02 | Yugoslavia | -       | Cuba       | 38-21     |
| 23.02 | Rumania    | -       | Dinamarca  | 20-18     |
| 24.02 | Rumania    | -       | Cuba       | 34-26     |
| 24.02 | Dinamarca  | -       | Yugoslavia | 19-18     |
| 26.02 | Dinamarca  | -       | Cuba       | 28-21     |
| 26.02 | Yugoslavia | -       | Rumania    | 22-21     |

## Segunda fase

### Grupo I
| Equipo         | J | G | E | P | G+  | G-  | DG  | PTS |
| -------------- | - | - | - | - | --- | --- | --- | --- |
| URSS           | 5 | 5 | 0 | 0 | 130 | 85  | +45 | 10  |
| Polonia        | 5 | 2 | 1 | 2 | 97  | 102 | -5  | 5   |
| RDA            | 5 | 2 | 1 | 2 | 92  | 98  | -6  | 5   |
| RFA            | 5 | 2 | 1 | 2 | 85  | 94  | -9  | 5   |
| Checoslovaquia | 5 | 1 | 1 | 3 | 99  | 112 | -13 | 3   |
| Suiza          | 5 | 0 | 2 | 3 | 76  | 88  | -12 | 2   |

- Resultados

| Fecha | Partido        | Partido | Partido | Resultado |
| ----- | -------------- | ------- | ------- | --------- |
| 28.02 | URSS           | -       | Suiza   | 23-14     |
| 28.02 | RFA            | -       | Polonia | 18-17     |
| 28.02 | Checoslovaquia | -       | RDA     | 24-21     |
| 02.03 | URSS           | -       | Polonia | 27-21     |
| 02.03 | RDA            | -       | RFA     | 19-16     |
| 02.03 | Checoslovaquia | -       | Suiza   | 17-17     |
| 04.03 | RFA            | -       | Suiza   | 16-16     |
| 04.03 | Checoslovaquia | -       | Polonia | 23-24     |
| 04.03 | URSS           | -       | RDA     | 25-17     |

### Grupo II
| Equipo     | J | G | E | P | G+  | G-  | DG  | PTS |
| ---------- | - | - | - | - | --- | --- | --- | --- |
| Yugoslavia | 5 | 3 | 1 | 1 | 118 | 104 | +14 | 7   |
| Dinamarca  | 5 | 3 | 1 | 1 | 100 | 99  | +1  | 7   |
| Rumania    | 5 | 3 | 0 | 2 | 116 | 105 | +11 | 6   |
| España     | 5 | 2 | 1 | 2 | 112 | 111 | +1  | 5   |
| Hungría    | 5 | 0 | 4 | 1 | 98  | 103 | -5  | 4   |
| Suecia     | 5 | 0 | 1 | 4 | 103 | 125 | -22 | 1   |

- Resultados

| Fecha | Partido    | Partido | Partido    | Resultado |
| ----- | ---------- | ------- | ---------- | --------- |
| 28.02 | Rumania    | -       | Suecia     | 31-24     |
| 28.02 | Dinamarca  | -       | España     | 23-22     |
| 28.02 | Hungría    | -       | Yugoslavia | 20-20     |
| 02.03 | Yugoslavia | -       | España     | 28-25     |
| 02.03 | Dinamarca  | -       | Suecia     | 21-20     |
| 02.03 | Rumania    | -       | Hungría    | 24-19     |
| 04.03 | España     | -       | Rumania    | 22-20     |
| 04.03 | Hungría    | -       | Dinamarca  | 19-19     |
| 04.03 | Yugoslavia | -       | Suecia     | 30-19     |

## Fase final

### Partidos de clasificación
Undécimo lugar
| Fecha | Partido | Partido | Partido | Resultado |
| ----- | ------- | ------- | ------- | --------- |
|       | Suecia  | -       | Suiza   | 25-17     |

Noveno lugar
| Fecha | Partido | Partido | Partido        | Resultado |
| ----- | ------- | ------- | -------------- | --------- |
|       | Hungría | -       | Checoslovaquia | 24-18     |

Séptimo lugar
| Fecha | Partido¹ | Partido¹ | Partido¹ | Resultado |
| ----- | -------- | -------- | -------- | --------- |
| 07.03 | RFA      | -        | España   | 19-15     |

- (¹) – En Dortmund.

Quinto lugar
| Fecha | Partido¹ | Partido¹ | Partido¹ | Resultado |
| ----- | -------- | -------- | -------- | --------- |
| 06.03 | Rumania  | -        | RDA      | 24-21     |

- (¹) – En Dortmund.

### Tercer lugar
| Fecha | Partido¹ | Partido¹ | Partido¹  | Resultado |
| ----- | -------- | -------- | --------- | --------- |
| 06.03 | Polonia  | -        | Dinamarca | 23-22     |

- (¹) – En Dortmund.

### Final
| Fecha | Partido¹ | Partido¹ | Partido¹   | Resultado |
| ----- | -------- | -------- | ---------- | --------- |
| 07.03 | URSS     | -        | Yugoslavia | 30-27     |

- (¹) – En Dortmund.

## Medallero
|      |            |         |
| URSS | Yugoslavia | Polonia |

## Estadísticas

### Clasificación general
| 1. URSS            |
| 2. Yugoslavia      |
| 3. Polonia         |
| 4. Dinamarca       |
| 5. Rumania         |
| 6. RDA             |
| 7. RFA             |
| 8. España          |
| 9. Hungría         |
| 10. Checoslovaquia |
| 11. Suecia         |
| 12. Suiza          |
| 13. Cuba           |
| 14. Japón          |
| 15. Kuwait         |
| 16. Argelia        |

### Máximos goleadores
| N.º | Nombre            | País    | Goles |
| --- | ----------------- | ------- | ----- |
| 1   | Vasile Stîngă     | Rumania | 65    |
| 2   | Péter Kovács      | Hungría | 56    |
| 3   | Erhard Wunderlich | RFA     | 40    |
| 4   | Vladimir Belov    | URSS    | 39    |
| 5   | Juan José Uría    | España  | 35    |